# Juan Ignacio Antonio
Juan Ignacio Antonio (Trelew, provincia del Chubut, 5 de enero de 1988) es un exfutbolista argentino.

## Trayectoria
Comenzó su carrera de futbolista en la CAI (Comisión de Actividades Infantiles). en una de las filiales que tiene en la ciudad de Trelew. Luego de algunos años teniendo brillantes actuaciones en esta filial, se trasladó a la ciudad de Comodoro Rivadavia, donde se encuentra el club para comenzar a jugar en las inferiores del mismo. En este equipo tuvo muchas más brillantes actuaciones, cosa que llamó la atención de Hugo Tocalli, entrenador de los seleccionados argentinos menores, por lo que lo convocó para el Sudamericano sub-17 jugado en Venezuela. Este torneo le sirvió como vidiriera, y de esta forma llegó a River Plate, siendo convocado en algunas oportunidades al seleccionado sub-20.
Luego con tan solo 27 Años se retiraría del futbol para dedicarse a la música, actualmente forma parte del grupo "Francia 98".

## Clubes
| Club              | País      | Año        |
| ----------------- | --------- | ---------- |
| River Plate       | Argentina | 2006-2010  |
| Brescia Calcio    | Italia    | 2010-2011  |
| Ascoli            | Italia    | 2011-2012  |
| UC Sampdoria      | Italia    | 2012-2013  |
| Varese (cedido)   | Italia    | 2013       |
| Brescia Calcio    | Italia    | 2013-2014  |
| FeralpiSalò       | Italia    | 2014- 2015 |
| Parma Calcio 1913 | Italia    | 2015-2016  |

- Datos: Q2063672